# Palazzo Ducale (Lucca)

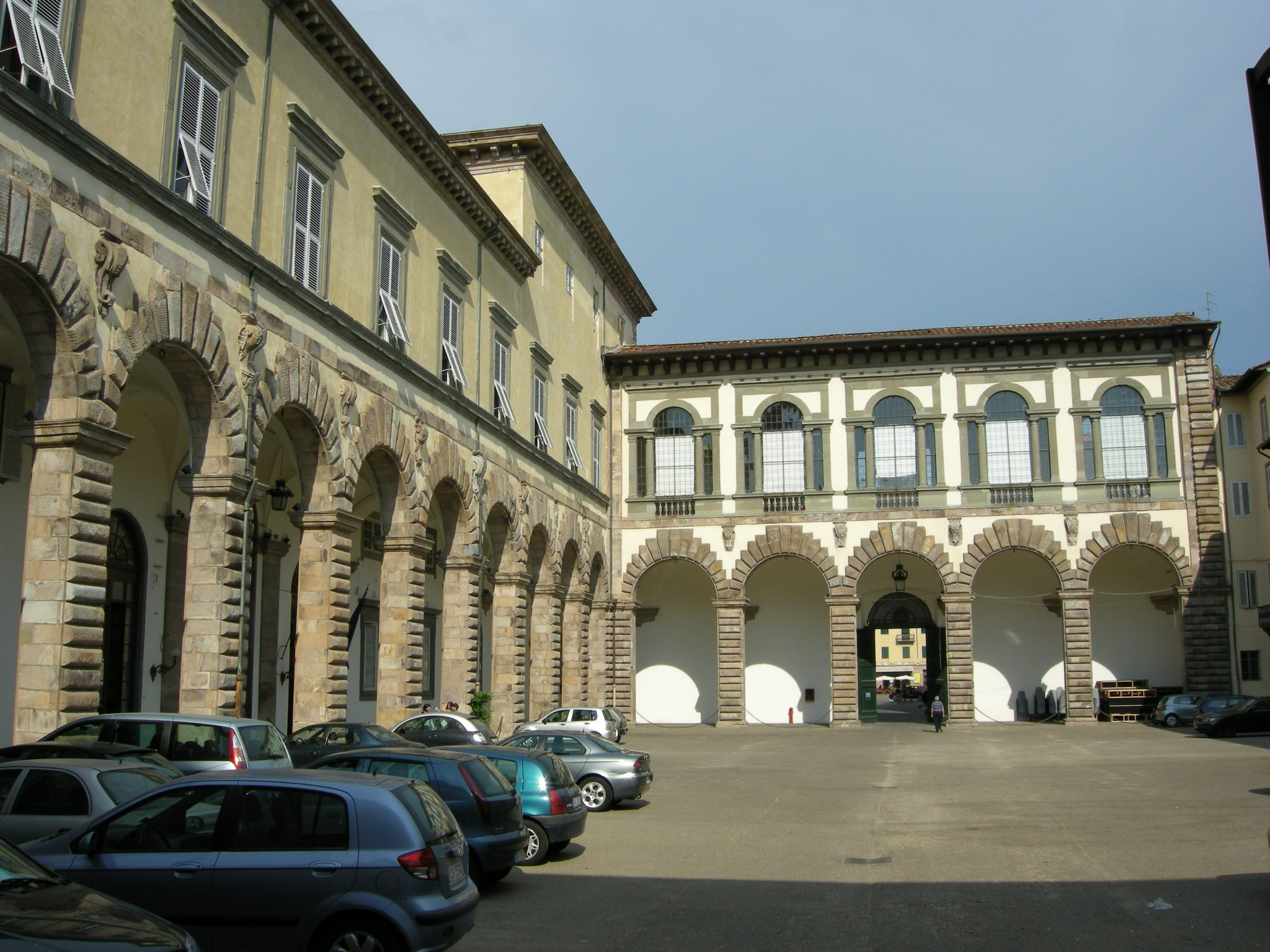
Loggia dell'Ammannati nel cortile degli Svizzeri

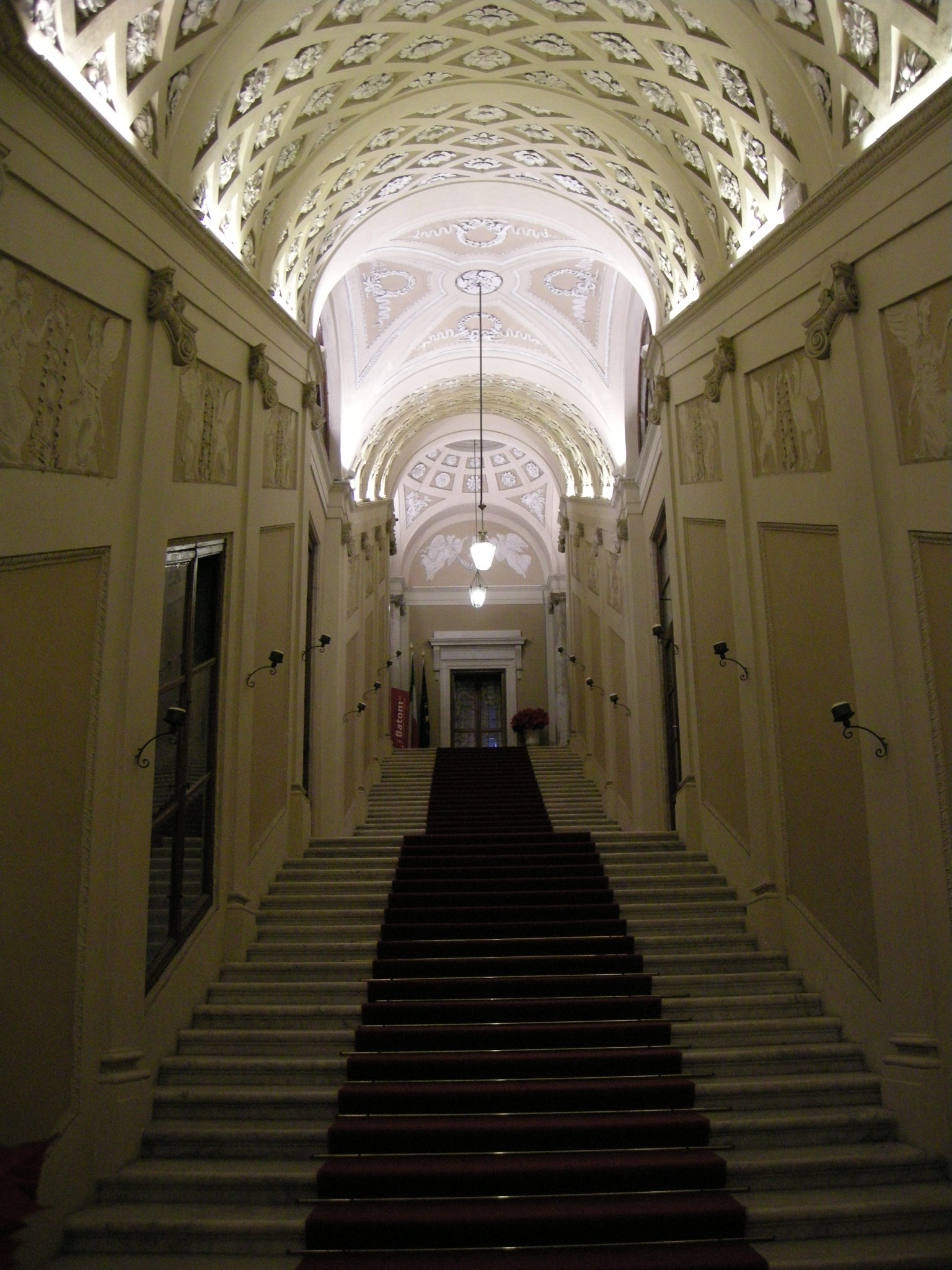
Lo scalone monumentale

Palazzo Ducale di Lucca si trova in piazza Napoleone. Fu chiamato anche Palazzo degli Illustrissimi Signori, Palazzo Principale della Serenissima Repubblica di Lucca, mentre oggi è conosciuto anche come della Provincia.

## Storia
Fino all'avvento della signoria di Castruccio Castracani la sede del governo della Repubblica si trovava in Piazza San Michele. Il Castracani fece costruire la vasta Fortezza Augusta, al cui interno collocò la propria residenza, alloggiamenti per i soldati, depositi di munizioni, ecc. Tradizionalmente il progetto dall'Augusta è attribuito a Giotto. L'enorme complesso, che copriva circa un quinto della città, venne distrutto a furor di popolo nel 1370, dopo che l'Imperatore Carlo IV di Boemia aveva reso alla Repubblica la propria libertà.
La demolizione dell'Augusta dovette riguardare le strutture militari e non il Palazzo, infatti il governo prese come sua sede proprio un edificio che si trovava nel perimetro dell'Augusta.
Con la nuova signoria di Paolo Guinigi venne nuovamente edificata attorno al Palazzo una fortezza, chiamata Cittadella di Lucca. Nel 1430, alla caduta di Paolo Guinigi, anche la Cittadella venne smantellata, ma anche in questo caso il restaurato governo repubblicano decise di continuare ad aver sede nel Palazzo che fu di Castruccio. Il Palazzo Pubblico, nei secoli XV e XVI, crebbe senza un disegno preciso con l'aggiunta progressiva di nuovi edifici al Palazzo già del Castracani e del Guinigi. Nella struttura si trovavano i locali del parlamento e del governo, gli alloggiamenti dei soldati, l'armeria, la polveriera, le prigioni e tutti gli immobili di servizio (il gonfaloniere e il collegio di governo vivevano nel Palazzo e quindi necessitavano di servitù, cucine, scuderie, ecc.). Nel 1586 la polveriera esplose facendo gravissimi danni al complesso. Questo evento indusse la Repubblica a chiedere l'intervento del famoso architetto fiorentino Bartolomeo Ammannati cui si deve il primo progetto organico che venne solo parzialmente realizzato. Successivi importanti interventi si ebbero nella prima metà del XVIII secolo, su progetto di Filippo Juvarra. Con la caduta della Repubblica e la successiva creazione del Principato di Lucca e Piombino il palazzo divenne la sede di un monarca e della sua corte. Per volere della principessa Elisa Baciocchi il palazzo venne isolato sul lato orientale mediante la creazione di una grande piazza. Notevoli cambiamenti vennero poi apportati dalla Duchessa Maria Luisa di Borbone, che si avvalse dell'architetto Lorenzo Nottolini. Le ultime modifiche vennero fatte dallo stesso Nottolini ai tempi del duca Carlo Lodovico con la costruzione della Palazzina Nuova. La decadenza dello stabile iniziò con l'annessione al Granducato di Toscana (avvenuta nel 1847). Dopo l'unità d'Italia il palazzo venne spogliato anche dei paramenti e divenne poi sede della Prefettura, della Corte d'Appello, Corte d'Assise e della provincia di Lucca. A parte la perdita degli arredi gli unici interventi significativi degli ultimi 150 anni consistettero, nella seconda metà del XIX secolo, nell'adattare due saloni della Palazzina nuova per ospitare le aule giudiziarie.

## Architettura

### Il Palazzo medievale
Nulla di preciso si sa dell'Augusta e del palazzo di Castruccio Castracani; la fortezza aveva ben 29 torri e quattro porte, mentre il palazzo non dovette avere una forma unitaria essendo il risultato di vari immobili acquistati dal Castracani, la cui prematura morte impedì di effettuarne una completa ristrutturazione. Certamente il palazzo venne abitato dall'imperatore Carlo IV di Boemia e quando egli, nel 1370 lasciò Lucca divenne la sede del governo repubblicano. Dopo il 1370 fu deliberato l'abbattimento della fortezza che circondava il palazzo e vennero fatti molti lavori per rendere l'immobile adeguato ad ospitare le sedute del Consiglio Generale e le altre magistrature. Nelle vicinanze dell'edificio esisteva una grande ed alta torre, che venne restaurata. Nel 1400 la Repubblica venne sostituita dalla signoria di Paolo Guinigi. Il Guinigi si installò nel palazzo e lo arredò in modo molto ricco ed elegante; Di particolare importanza fu lo studiolo realizzato da Alduino e Alberto da Bologna con legnami intagliati ed intarsiati. Il Guinigi fece costruire una fortezza in prossimità del palazzo, ma quando la Repubblica venne ristabilita essa venne demolita. Gli arredi e i mobili di Paolo vennero venduti, mentre l'edificio ritornò definitivamente ad esser la sede di un governo e di un parlamento repubblicani.

### Il Palazzo nel Rinascimento
Agli inizi del secolo XVI l'edificio era il risultato di una serie di aggiunte che tendevano ad accentrare in un'unica sede tutti gli uffici amministrativi e politici del governo, oltre ad alcune strutture strategiche come il deposito delle armi e delle polveri da sparo. L'antico palazzo medievale era collegato ad una nuova ala che si allungava verso Nord al cui interno si trovava la sala del Consiglio Generale e la Gabella Maggiore, ovvero gli uffici della dogana. L'ala Nord, mediante un cavalcavia si collegava a sua volta con la Torre, mentre un altro passaggio collegava gli edifici nuovi con quelli più antichi. Nella struttura trovarono posto vari offizi, tra cui quello delle Entrate e i Magazzini del Sale. Successivamente vennero fatti grandi lavori nell'ala che oggi prospetta sul Cortile degli Svizzeri, la quale ospitò la Cappella di Palazzo e al piano terreno l'armeria. Nell'agosto del 1576 un fulmine colpisce il magazzino delle polveri e determina una forte esplosione ed un incendio. La devastazione è totale e subito il governo considera l'ipotesi di costruire un nuovo grande e funzionale palazzo. La scelta dell'architetto cadde su Bartolomeo Ammannati, all'epoca già anziano e molto famoso a Roma e a Firenze. L'architetto, prima di accettare, dovette chiedere il permesso del Granduca di Toscana Francesco I de' Medici e si deve qui ricordare come La Repubblica di Lucca ed il Granducato avessero relazioni difficili, se non conflittuali. L'Ammannati fornì un progetto che prevedeva una realizzazione di enormi dimensioni. Il nuovo palazzo avrebbe dovuto articolarsi su tre grandi cortili. Dal 1579 al 1586 si svolsero i lavori, con grande dispendio di risorse. Venne costruita l'elegante loggia con serliane e due lati del grande cortile oggi detto "degli svizzeri". La facciata orientale (oggi la facciata principale) venne completata su un lato fino alla porta che si trovava di fronte alla chiesa di San Pietro Maggiore. Quando i lavori, diretti dall'architetto Samminiati, si arrestarono solo una parte del progetto dell'Ammannati risultò realizzata. La facciata orientale era realizzata per metà, il cortile settentrionale era incompleto, mentre quello centrale aveva grandiose arcate sui lati orientale e settentrionale. Un maestoso scalone collegava il piano terreno con il primo dove avevano sede gli appartamenti del Gonfaloniere e degli Anziani, oltre che la sala del parlamento (Consiglio Generale). Due cavalcavia collegavano il palazzo con altri immobili; il primo cavalcavia raggiungeva infatti la torre e l'edificio della zecca, mentre il secondo collegava il palazzo con la chiesa domenicana di San Romano. In particolare al piano più alto del palazzo c'erano le prigioni e i malcapitati prigionieri potevano esser condotti nella torre in cui si trovava la sala delle torture. Dalla chiesa di San Romano invece entravano a palazzo i padri che dicevano messa nella Cappella degli Anziani.

### Il Palazzo nell'età barocca
All'inizio del XVII secolo si pensava di concludere il progetto dell'Ammannati, ma la Repubblica si trovò a fare i conti con ingenti spese militari dovute alla Guerra di Garfagnana del 1613 e al completamento delle Mura della città. In ogni caso, sul lato meridionale del Cortile poi detto degli Svizzeri venne costruita, verso il 1620, una palazzina dalle forme molto semplici e rigorose destinata ad ospitare la caserma delle guardie addette alla sicurezza del governo. Dal 1653 le guardie, prima reclutate negli stati italiani non confinanti con la Repubblica provennero esclusivamente dal cantone di Lucerna e proprio per questo il cortile assunse il nome che ha ancor oggi. Gli interni vennero arricchiti da tele di artisti lucchesi; tra di esse sono da ricordarsi la Libertà Lucchese di Paolo Guidotti e la Madonna del Rosario di Pietro Paolini, che era posta nella sala del Consiglio Generale. Verso il 1630 Pietro Testa dipinge sul muro occidentale del Cortile degli Svizzeri un'altra grande allegoria della Libertà Lucchese. Questa bella opera, ancora leggibile nella seconda metà del XIX secolo, è stata oggi staccata e posta all'interno del palazzo, ma purtroppo la gran parte dei colori è andata persa. Al principio del XVIII secolo, con lo stabilizzarsi delle relazioni con gli altri stati italiani, in particolare con il Granducato di Toscana e il Ducato di Modena, la Repubblica avverte il bisogno di dare un aspetto nuovo e grandioso al palazzo, quasi che, con l'apparente consolidarsi dell'indipendenza, essa volesse autocelebrarsi con un edificio di grandi proporzioni. L'architetto adatto a compiere l'impresa venne individuato nel giovane Filippo Juvarra, che aveva relazioni di amicizia con Coriolano Orsucci, patrizio lucchese e più volte chiamato a ricoprire incarichi politici dalla Repubblica. Lo Juvarra fornì un progetto che prevedeva il completamento di un grandioso palazzo che si sarebbe dovuto articolare su tre cortili, ovvero sui due esistenti e su uno nuovo da realizzarsi a Sud e parzialmente collegato con quello degli svizzeri. Il nuovo palazzo non avrebbe più avuto la facciata principale a Est, verso la chiesa di San Pietro Maggiore, ma due grandi ingressi a Sud, verso la via del Fosso (oggi Corso Garibaldi) e a Nord, verso l'attuale via Vittorio Emanuele II. Il progetto fu al centro di notevoli discussioni e determinò una lunga ed importante dialettica tra l'architetto messinese e i governanti lucchesi. Si passò così ad un progetto che prevedesse due soli cortili e quindi alla sua rielaborazione per venire incontro alle esigenze funzionali che via, via venivano evidenziate dai committenti. La lunga genesi del progetto, durata per oltre dieci anni è emblematica dell'evoluzione del linguaggio juvarriano che, partendo da un pieno barocco giunge alle forme più classiche che contraddistinguono le sue opere più importanti. I lavori erano già iniziati nel 1722 e una decina di anni dopo risultava completata metà dell'ala Nord, essendosi realizzato il portale centrale della nuova facciata principale e la campata in aderenza alla chiesa di Santa Maria della Rotonda. Sul lato orientale lo Juvarra decise di continuare il progetto dell'Ammannati e su questo fronte la facciata venne completamente finita. Lo Juvarra, ormai famoso in tutta Europa fu presente sul cantiere per periodi più o meno lunghi nel 1724 e nel 1728. In sua assenza la direzione dei lavori venne affidata al brillante architetto lucchese Francesco Pini, a sua volta autore di interessanti opere a Lucca e nelle campagne vicine. Di grande importanza furono i lavori nel cortile Nord (oggi cortile Carrara); questo cortile, che l'Ammannati aveva edificato con porticati a colonne venne giudicato superato dall'architetto messinese che realizzò grandi arcate su pilastri quadrangolari interrotte da murature piene e sui lati Nord e Sud da due grandi serliane. Il materiale di rivestimento del cortile fu una elegante quarzite locale detta "pietra di Guamo". Nel secolo scorso, gran parte degli studiosi locali ritenne il cortile opera del Pini in ragione della notevole differenza di quanto realizzato rispetto al primo e al secondo progetto juvarriano; in verità le tavole conservate presso l'Archivio di Stato di Lucca dimostrano come il progetto sia il punto d'arrivo del lavoro dello Juvarra. I lavori si interruppero nella seconda metà del secolo, anche se all'interno degli appartamenti del collegio di governo (Collegio degli Anziani) continuarono per qualche anno.

### La reggia neoclassica
Nel febbraio del 1799 la Repubblica venne invasa da un corpo di spedizione francese comandato dal generale Jean Mathieu Philibert Sérurier. Si ebbe un immediato cambio di regime e la repubblica aristocratica divenne democratica e di ispirazione francese. Nei successivi cinque anni il palazzo continuò ad assolvere la sua funzione di centro della vita politica dello stato, sia pure con un cambiamento rimarchevole; infatti, mentre il collegio di governo della repubblica aristocratica, con il suo capo, il gonfaloniere, risiedeva a palazzo, i nuovi governanti, alla fine di ogni giornata rientravano alle loro residenze. Questo portò al progressivo smantellamento degli appartamenti. Nel 1805 Napoleone costrinse la Repubblica democratica a chiedere all'impero francese che lo stato di Lucca fosse affidato ad un principe. Venne quindi creato il Principato di Lucca e Piombino, che ebbe quale sovrani Felice Baciocchi ed Elisa Bonaparte. Elisa trovò il palazzo inadeguato per la vita di corte e per gli affari di governo. Non si sa quanto profonde furono le modifiche strutturali interne, ma vennero certo cambiati il mobilio e le decorazioni e creato un teatrino di corte. Notevoli furono i lavori alla juvarriana ala Nord, che dietro la grande facciata era incompleta, con solai da finire ed infissi da sistemare. All'esterno si decise di dar luogo a una grande piazza di fronte alla facciata orientale, l'unica che fosse stata terminata in secoli di interventi. Si procedette così alla demolizione di un intero quartiere e con esso di alcuni edifici importanti; tra di essi vanno ricordati la chiesa di San Pietro Maggiore, la zecca e la torre di palazzo che fino a quel momento era l'edificio più alto della città. La torre era coronata da una cella in stile barocco e da un cupolino e collegata al palazzo mediante un cavalcavia. La piazza risultante dall'intervento di demolizione venne intitolata a Napoleone e ornata da quattro colonne che ricordavano le quattro battaglie più importante vinte dal Bonaparte, mentre la prevista statua dell'imperatore non venne mai realizzata. In perfetto stile francese la piazza venne delimitata da filari di platani. La facciata progettata dall'Ammannati e finita nello stesso stile dallo Juvarra era progettata per prospettare su una via stretta e su due piazzette, la principale delle quali era di fronte a San Pietro maggiore e l'altra subito a Sud della torre. Oltre a questo va ricordato come lo Juvarra avesse previsto che la facciata principale diventasse quella settentrionale, per cui l'intervento di Elisa non ha certo giovato al palazzo avendo alterato il rapporto dello stesso con l'ambiente urbano circostante. Nel 1814, in seguito agli eventi successivi alla sconfitta di Napoleone nella Battaglia di Lipsia i Baciocchi fuggirono da Lucca, che venne occupata da un corpo di spedizione britannico comandato da Lord William Bentinck. Presto i britannici vennero sostituiti dagli austriaci che dettero inizio a tre anni di dura occupazione. Al congresso di Vienna si stabilì che non dovesse sussistere in Italia alcuna repubblica. Genova e Venezia furono annesse rispettivamente al Regno di Sardegna e all'impero Austriaco, mentre Lucca venne trasformata in un ducato e affidato ai Borbone Parma. La nuova sovrana, con il titolo di Duchessa era Maria Luisa di Borbone-Spagna, vedova del defunto Ludovico I di Etruria già erede al trono di Parma. La Duchessa volle rinnovare completamente il palazzo, che nelle sue intenzioni avrebbe dovuto trasformarsi in una fastosa, ma rigorosa reggia neoclassica della restaurazione. L'architetto incaricato per questa grande e complessa operazione fu il giovane Lorenzo Nottolini, prontamente nominato "Architetto Regio di Casa e Corte". Grandiose furono le modifiche interne. In primo luogo venne rifatto lo scalone d'onore; il vecchio scalone dell'Ammannati, che era formato da due rampe venne sostituito da uno nuovo in cui la seconda rampa, considerata troppo faticosa è interrotta da un pianerottolo. La scala è ornata da stucchi di pregevole fattura e da un soffitto a lacunari. Giunti alla sommità della scala, un arco a sinistra permette l'accesso alla Galleria delle statue, un grande corridoio neoclassico ornato da statue a grandezza naturale di divinità greche e personaggi mitologici. Questa galleria, illuminata da prese di luce che si trovano alla sommità di cupolini, disimpegna gli appartamenti di parata del sovrano e della sovrana e alla sua metà dà accesso alla terrazza della facciata orientale e alla gran vetrata che si affaccia sul cortile dello Juvarra. Un'altra arcata immette, a destra della scala, negli ambienti di corte destinati al ricevimento degli ambasciatori e alle riunioni del gabinetto di governo. I primi due ambienti mantennero in gran parte le forme architettoniche cinquecentesche risalenti al progetto dell'Ammannati; in particolare nella gran sala rimase l'enorme portale in arenaria che immetteva nell'aula del parlamento e il soffitto a cassettoni e nella loggia l'interessante soffitto in legno venne mantenuto. Notevoli lavori interessarono invece le sale successive poste a Ovest del gran portale; il primo salone venne dipinto da Luigi Ademollo con le storie di Traiano e con la figura della Duchessa Maria Luisa su un cocchio i cui cavalli  travolgono i vizi. Le stanze successive, una delle quali era la sala del Trono, occupavano in parte gli spazi dell'antica cappella di epoca repubblicana e furono tutte rinnovate con stucchi e pitture murali. Gli ambienti più a occidente erano destinati alle riunioni del governo. Tra i due cortili del palazzo, incompleto, esisteva un androne concepito dallo Juvarra; questo spazio venne rielaborato dal Nottolini che lo trasformò nel fastoso "Passaggio delle Carrozze". Si tratta di una maestosa galleria definita da un doppio allineamento di grandi colonne in pietra di Guamo, con volta a lacunari. La galleria serviva per far transitare le carrozze tra i due cortili e per permettere ai loro occupanti di raggiungere l'ingresso dello scalone d'onore restando sempre al coperto. Il problema di finire in qualche modo il cortile principale, rimasto incompleto dopo l'interruzione del cantiere settecentesco doveva esser presente alla duchessa ed al suo architetto. Il Nottolini elaborò una proposta per il lato meridionale, ovvero per quello in cui aveva realizzato il passaggio delle carrozze, ma quando nel 1824 Maria Luisa morì nessun lavoro era stato fatto. Il nuovo duca, Carlo Lodovico, aveva progetti diversi da quelli della madre e preferì investire ingenti somme in interventi su scala architettonica e paesaggistica di stampo romantico come il Monastero dell'Angelo o innovativo, come il Ponte delle Catene, piuttosto che nel fasto ufficiale e di corte che poteva esser rappresentato dal completamento del palazzo ducale. In ogni caso, negli anni trenta, il problema di dare un assetto al lato occidentale del cortile grande condusse al progetto della Palazzina Nuova; questo notevole edificio, con piano terreno, mezzanino e piano nobile venne creato allo scopo di ospitare uffici amministrativi ed altre funzioni legate alla Real Casa e proprio l'idea di una elegante praticità e funzionalità guidò l'intervento dell'Architetto Regio. Durante il periodo borbonico il palazzo ospitò importantissime collezioni artistiche e culturali; tra di esse un Museo di Storia Naturale il cui direttore fu Alessandro Carina, una galleria di dipinti, tra i quali si trovava la celebre Madonna di Lucca e la Biblioteca Palatina.

## Interni
Dal portale centrale si accede al cortile centrale, incompiuto, di grandiose dimensioni e frutto dei lavori sia dell'Ammannati che del Pini. Circondato da un porticato con doppio ordine di pilastri, è decorato al centro dalla statua del penalista lucchese Francesco Carrara, opera di Augusto Passaglia. Verso sinistra si arriva all'incompiuto cortile degli Svizzeri, dalle guardie svizzere tenute al servizio della Repubblica lucchese, che è opera dell'Ammannati ed è caratterizzato su due lati da un portico con solenne bugnato rustico.
Lo scalone del Nottolini porta alle sale di rappresentanza, oggi occupate dalla Provincia e dalla Prefettura. Qui fino al 1977 era situata la Pinacoteca Nazionale, oggi a Villa Guinigi. In cima allo scalone si trova la Galleria delle statue, decorata da stucchi e da statue marmoree ad imitazione di quelle classiche, opere soprattutto di artisti carraresi.
La Sala del Consiglio generale della Repubblica ospita un dipinto fiammingo con la Famiglia Buonvisi e l'affresco della Libertà lucchese di Pietro Testa, un tempo sulla porta di accesso del Cortile degli svizzeri. Sopra la loggia delle Guardie si trova la cosiddetta Loggia dell'Ammannati, decorata da grottesche e stucchi originali del Cinquecento. La Sala degli Staffieri ha le pareti affrescate da Luigi Ademollo.

## Il Museo del Risorgimento
All'interno di alcuni locali prospicienti al cortile degli Svizzeri è ospitato il Museo del Risorgimento. Il periodo storico rappresentato dai reperti conservati va dai moti del 1821 alla prima guerra mondiale. Tra i cimeli più importanti conservati sono da menzionare una bandiera del 1821 della Carboneria, nonché oggetti legati a Giuseppe Garibaldi e Giuseppe Mazzini. È ricca anche l'armeria, che comprende armi di diversi periodi storici e di differenti nazioni. Le collezioni sono formate anche da quadri, lettere, abiti e oggetti d'uso quotidiano.
È stato fondato nel 1925 come "Museo della Guerra" grazie al lavoro di ricerca effettuato dalla Federazione provinciale combattenti della prima guerra mondiale operante nella provincia di Lucca. La raccolta di materiale interessò anche periodi precedenti al primo conflitto mondiale, come il Risorgimento. Le collezioni si arricchirono poi anche grazie a donazioni di privati. Nel 1929 venne trasferito dalla fortificazione di Porta San Donato, sua prima sede, a Villa Guinigi grazie all'interessamento del comune di Lucca: alla cerimonia di inaugurazione della nuova sede fu presente Costanzo Ciano. Nel 1989 è stato spostato nella sua sede definitiva, il cortile degli Svizzeri di Palazzo Ducale. Nel 2013 è stato riaperto dopo un'attenta opera di revisione e ristrutturazione grazie al contributo della provincia di Lucca, della regione Toscana, della fondazione Cassa di risparmio di Lucca e della fondazione Banca del Monte di Lucca.